# Canon de 305 mm modèle 1893/96
Le canon de 305 mm modèle 1893/96 est un canon naval lourd qui équipa plusieurs cuirassés pré-Dreadnought de la Marine nationale pendant la Première Guerre mondiale, dont ceux de classe Charlemagne, République et Liberté, mais aussi le Iéna et le Suffren. Il fut également utilisé en tant qu'artillerie sur voie ferrée.

## Utilisation
Le modèle 1893/1896 est installé sur les trois cuirassés de la classe Charlemagne, le Iéna ainsi que le Suffren. La variante M équipe quant à elle les six cuirassés des classes République et Liberté.